# (29447) Jerzyneyman
(29447) Jerzyneyman ist ein Asteroid des Hauptgürtels, der am 12. August 1997 vom italo-amerikanischen Astronomen Paul G. Comba am Prescott-Observatorium (IAU-Code 684) in Arizona entdeckt wurde.
Benannt wurde der Asteroid nach dem polnisch-US-amerikanischen Mathematiker und Statistiker Jerzy Neyman (1894–1981), der ab 1938 in Berkeley eine international führende Schule mathematischer Statistik aufbaute.